# Wolfgang Fiedler (Jazzmusiker)
Wolfgang Fiedler (* 4. April 1953 in Dresden) ist ein deutscher Jazzmusiker (Keyboards, Piano, Bandleader).

## Leben und Wirken
Fiedler arbeitete seit 1975 als Keyboarder in der Big Band von Klaus Lenz. Nachdem Lenz die DDR verlassen hatte, führte Fiedler die Band unter dem neuen Namen Fusion weiter. Fusion bestand zunächst aus dem Kern der Klaus Lenz Band und den Gesangssolisten Regine Dobberschütz und Hansi Klemm. Die Formation orientierte sich im Sound an einem Bigband-Jazz, der Free Jazz mit Rock- und Blueselementen kombinierte, und hatte damit in der DDR und im osteuropäischen Ausland Erfolg. Daneben spielte er ab 1980 in einem Quintett mit seinem Saxophonisten Volker Schlott, dem Trompeter Hans-Joachim Graswurm und der Rhythmusgruppe des Günther-Fischer-Quintetts, Eddie Greiser (b) und Wolfgang „Zicke“ Schneider (dr). Außerdem begründete er ein Duo mit Charlie Eitner, das sich mit Schlott und dem Perkussionisten Mario Würzebesser zum Quartett erweiterte. 1984 machte Fusion mit jazzigen Bearbeitungen von Beatles-Titeln auf sich aufmerksam und ging 1986 als Good Vibrations Orchestra (GVO) mit der Sängerin Angelika Weiz auf Tournee. Ein Auftritt auf dem Ostberliner Jazzbühne-Festival 1986 markierte das Ende der Band zu DDR-Zeiten.
Fiedler trat weiterhin als Solopianist auf und wurde in der DDR zu einem der aktivsten Pianisten des Mainstream Jazz. Nach der Wende konzentrierte er sich auf die Herausgabe von klavierpädagogischem Notenmaterial aus dem populärmusikalischen Bereich und das Schreiben von Lehrbüchern (Das Pianobuch, Songwriters's Guide) und Anleitungen zur elektronischen Musikproduktion. Daneben tritt er weiterhin solo auf, spielt im Trio mit Eitner und Schlott und arbeitet wieder mit Angelika Weiz zusammen.

### Lexikalischer Eintrag
- Ian Carr, Digby Fairweather, Brian Priestley: Rough Guide Jazz. Der ultimative Führer zur Jazzmusik. 1700 Künstler und Bands von den Anfängen bis heute. Metzler, Stuttgart/Weimar 1999, ISBN 3-476-01584-X.